# Acid wolframic
Acidul wolframic este denumirea dată formei hidratate de trioxid de wolfram, WO3. Cea mai simplă formă a acidului wolframic este forma monohidrată, WO3·H2O, dar se cunoaște și cea dihidrată WO3·2H2O. Structura cristalului de WO3·H2O constă în grupuri de unități octaedrice de WO5(H2O), cu câte patru colțuri comune. Formula sa poate fi scrisă și sub forma H2WO4.

## Obținere
Acidul wolframic se obține în urma reacției dintre acizi tari și soluții de wolframați de metale alcaline:
{\displaystyle \mathrm {H_{2}SO_{4}+Na_{2}WO_{4}\longrightarrow H_{2}WO_{4}+Na_{2}SO_{4}} }
De asemenea, acidul mai poate fi preparat și prin reacția dintre acidul carbonic și wolframatul de sodiu, sau prin simpla dizolvare a wolframului pur în peroxid de hidrogen.
{\displaystyle \mathrm {H_{2}^{+}CO_{3}^{2-}+Na_{2}^{+}WO_{4}^{2-}\longrightarrow H_{2}^{+}WO_{4}^{2-}+Na_{2}^{+}CO_{3}^{2-}} }
Folosindu-se același model, acidul se obține și prin reacția dintre wolframatul de calciu și acid clorhidric sau acid azotic concentrat:
{\displaystyle \mathrm {CaWO_{4}+2\ HX\longrightarrow H_{2}WO_{4}+CaX_{2}} }